# Elisha Gray
Pour les articles homonymes, voir Gray.
Elisha Gray, né le 2 août 1835 à Barnesville (Ohio) et mort le 21 janvier 1901 à Newton (Massachusetts), est un inventeur américain.

## Biographie
Né dans une famille quaker en Ohio, il est élevé dans une ferme. Il fait ses études à Oberlin College en Ohio et travaille en tant que forgeron, charpentier et constructeur de bateaux avant de fonder son entreprise en 1869, qui devient en 1872 la Western Electric (dont le département recherche et ingénierie deviendra les Laboratoires Bell), au sein de laquelle il fait des recherches notamment sur le télégraphe.

## Inventions
Gray est l'inventeur en 1876 du télégraphe musical, ancêtre du synthétiseur, basé sur l'oscillateur électrique. Le télégraphe musical est équipé d'un petit clavier et donne du son par le biais de haut-parleurs.
Elisha Gray dépose un avis de brevet le même jour que Graham Bell concernant l'invention du téléphone, cependant attribuée à Bell. Gray intente alors plusieurs procès, qui se soldent tous par un jugement en sa défaveur.
Gray continue à travailler sur le télégraphe et le téléphone, et déposera plusieurs brevets dans ces domaines. En 1880, il devient professeur d'électricité dynamique à l'Oberlin College où il avait fait ses études. Il meurt en 1901 au Massachusetts.

### Sources
- (en) Elisha Gray sur The Great Idea Finder.
- (en) Récit du dépôt au US Patent Office pour l'invention du téléphone
- (en) Mini-biographie de Elisha Gray